# Leipziger Studentenfasching
Zum Leipziger Studentenfasching gehören eine Reihe von Faschingsveranstaltungen in Leipzig, die ausschließlich von Studenten organisiert werden. Sie unterscheiden sich in vielerlei Hinsicht von bekannten, vor allem westdeutschen Sitzungs- und anderen Karnevalsveranstaltungen, insbesondere in der Entstehung und bei Gebräuchen.

## Elferräte
Organisatoren der jeweiligen Faschingsveranstaltungen sind momentan neun studentische Elferräte, die an den jeweiligen Fakultäten der Universität Leipzig beheimatet sind. Eine Ausnahme bilden hierbei der Ba-Hu Elferrat, der sich als Vertreter der Hochschule für Technik, Wirtschaft und Kultur Leipzig versteht, und der Sorabija-Elferrat, einem Zusammenschluss von in Leipzig studierenden sorbischen Studenten.
Derzeit existieren folgende Elferräte:
- Ba-Hu Elferrat (HTWK Leipzig)
- Bio-Elferrat (Fakultät für Biowissenschaften, Pharmazie und Psychologie)
- Chemie-Elferrat (Fakultät für Chemie und Mineralogie)
- DHfK-Elferrat (ehemalige DHfK, heute Sportwissenschaftliche Fakultät)
- Medi-Elferrat (Medizinische Fakultät)
- Elferrat Physik und Geowissenschaften (Fakultät für Physik und Geowissenschaften)
- Sorabija-Elferrat
- TV-Elferrat (ehemalige Sektion Tierproduktion und Veterinärmedizin; heute Veterinärmedizinische Fakultät)
- WiWi-Elferrat (Wirtschaftswissenschaftliche Fakultät)

Alle Elferräte sind als Vereine eingetragen. Ein fester Bestandteil im Vereinsleben ist dabei die Elferrats-Fahrt, die den Zusammenhalt innerhalb des Elferrates stärken soll und eine gute Gelegenheit gibt, neue Mitglieder zu taufen. Neben dem Organisieren der Faschingsveranstaltungen gehören auch noch andere Dinge zu den Vereinsaufgaben, so zum Beispiel Einführungsveranstaltungen für die Erstsemester (Kneipentour oder Erstsemesterparty).
Ein weiterer Höhepunkt ist das „Große Elferrats-Treffen“, das alljährlich im Mai stattfindet. Hier treffen sich alle studentischen Elferräte Leipzigs, um im sportlichen Wettstreit gegeneinander anzutreten. Außerdem wird die Verleihung des „Honnie“ vollzogen, einem Preis für herausragende Darbietungen in der zurückliegenden Faschingssaison.
Im Jahr 2014 gründete sich der Leipziger Studentenfasching e. V. als Dachverband der Elferräte.

## Geschichte
Der älteste studentische Elferrat Leipzigs ist der Ba-Hu Elferrat, der 1953 von Baustudenten an der Bauhochschule (später TH Leipzig und HTWK) gegründet wurde. 1955 folgte die Elferrats-Gründung der Mediziner, 1958 die der DHfK (Deutsche Hochschule für Körperkultur), die der Chemiker 1962 und 1970 der TV-Fasching.
Zu DDR-Zeiten waren die studentischen Faschingsveranstaltungen sehr beliebt und gut besucht. Die Attraktivität bezogen die Veranstaltungen unter anderem aus der im ein oder anderen Faschingsprogramm geäußerten Kritik an politischen Vorgängen und der Mangelwirtschaft des sozialistischen Systems. Zwar erfolgte dies „durch die Blume“, allerdings kam es nachweislich zur Exmatrikulation von Elferrats-Mitgliedern. Obwohl die Faschingsprogramme stets von den Sektionsleitungen (den staatlichen Leitungen der Fakultäten an Uni und TH Leipzig) genehmigt werden mussten und bei Elferrats-Sitzungen stets ein „freundlicher Verbindungsmann von der Inlandsaufklärung“ anwesend war, gelang es immer wieder durch geschickte spielerische Umsetzung, aus eigentlich unverfänglichen Texten deutliche Zeichen zu setzen.
Nicht alle studentischen Elferräte haben die „Wende“ und den teilweise daraus resultierenden Besucher- und Mitgliederschwund überlebt. Teilweise wurden auch Fakultäten verlagert oder geschlossen und die Existenz des Elferrates und Faschings damit hinfällig. Der Elferrat Physik und Geowissenschaften ist allerdings ein gutes Beispiel für eine gelungene Neugründung (früher: Elferrat der Physiker und Mathematiker).

## Aktuelle Situation
Zwar gibt es Studentenfasching auch in anderen deutschen Städten, wie zum Beispiel in Jena, Weimar und Halle, doch in Vielfalt und Größe wie in Leipzig nicht noch einmal in Deutschland. In der Faschingssaison 2005/2006 (November 2005 bis Februar 2006) sind insgesamt 11 Veranstaltungen mit 18 Faschingstagen absolviert worden. Dazu kamen insgesamt mehr als 10.000 Gäste.

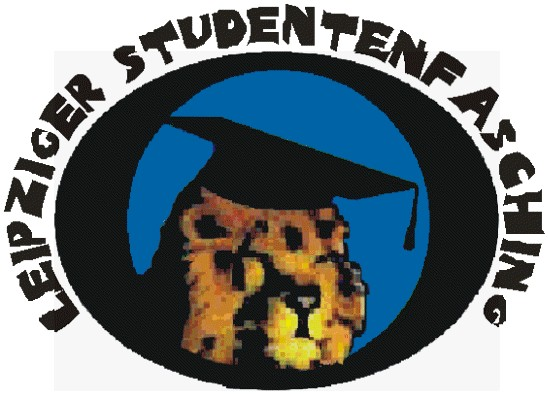
Logo des Leipziger Studentenfaschings, 2005

Die Veranstaltungen konzentrieren sich auf zwei Zeiträume. Zum einen organisieren einige Elferräte (Medi, TV) einen „Kleinen Fasching“, der im Zeitraum ab dem 11. November zum Faschingsauftakt stattfindet. Einige Elferräte (Ba-Hu, Chemie, Biologie, DHfK) organisieren am 11. November 11:11 Uhr eine „Faschingsvorlesung“ an ihrer Fakultät. Alle Elferräte veranstalten dann im Januar bzw. Februar einen „Großen Fasching“, der sich allerdings nicht an den traditionellen Faschingstagen zwischen Weiberfastnacht und Aschermittwoch orientiert. Vielmehr werden die Termine so koordiniert, so dass es möglichst wenige Überschneidungen gibt und alle bis zum Semesterende ihren Fasching gefeiert haben.

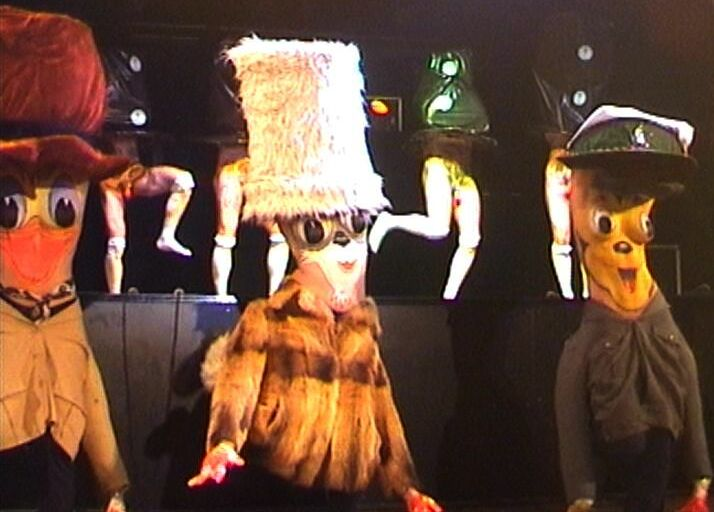
TV-Fasching 2000: Der legendäre „Hütchentanz“ (Frauen vorn) mit der Medi-Einlage (Männer hinten).

Nachdem die Konkurrenz teilweise sogar zu Störungen des Programms durch andere Elferräte geführt hatte, zeigte sich seit den 1990ern ein engeres Zusammenrücken der einzelnen Elferräte. Momentan sind Bestrebungen im Gang, den „Leipziger Studentenfasching“ als gemeinsame Marke zu etablieren und in seiner Gesamtheit bekannter zu machen. Hierzu ist Anfang Januar 2006 ein Flyer mit allen Faschingsterminen erschienen sowie eine gemeinsame Internetseite geschaltet worden. Seit 2010 wird im Sommer der „Leipziger Sommerfasching“ als gemeinsame Veranstaltung der Elferräte veranstaltet.
Traditionell wird das Programm der einzelnen Elferräte jeweils durch Abordnungen der anderen besucht und anschließend ein „Statement“ abgehalten, in dem Kritik, mittlerweile aber eben auch Lob und konstruktive Hinweise zu den einzelnen Darbietungen geäußert werden. Bereits länger etabliert ist das enge Verhältnis zwischen Medis und TV, die beim jeweiligen Partner am letzten Tag in eine Szene des Programms mit einer unangekündigten Einlage einsteigen.

## Besonderheiten
Aufgrund seiner Entstehung und des studentischen Hintergrundes unterscheidet sich der Leipziger Studentenfasching stark von traditionellen und bekannten Faschings- und Karnevalsveranstaltungen: Prinzenpaar, Prinzengarde, Tanzmariechen oder ähnliche Institutionen gibt es nicht.
Das meist anderthalb- bis zweistündige Programm umfasst Sketche über Politik, Professoren sowie studentische Alltagsprobleme, ein Männerballett und einen Frauentanz, bei Ba-Hu auch traditionelle Büttenreden. Obligatorisch ist ebenfalls ein Abschlusslied (jeweilige Faschings-Hymne) am Ende des Programms. Weitere Elemente wie ein selbstgedrehter Faschingsfilm, gemischte Tänze oder Feuerwerk variieren von Elferrat zu Elferrat.

Wiwi-Elferrat beim Wiwi-Fasching 2006 in seiner typischen Kleidung

Auch bei der Größe der Faschingsveranstaltungen gibt es enorme Unterschiede. So veranstaltete in der Vergangenheit der Sorabija-Elferrat seinen Fasching in einem Studentenwohnheim, wobei die Raumgröße 50 m² mit Sicherheit nicht überschritt und etwa 100 Gäste anwesend waren. Das ganze Gegenteil ist der DHfK-Fasching. Dieser wird in der Ernst-Grube-Halle im Campus Jahnallee von bis zu 3000 Gästen gefeiert.
Als Student, der bei einem Elferrat mitwirken möchte, hat man die freie Auswahl. So muss man zum Beispiel nicht Mediziner, Chemiker oder Biologe sein, um in einem dieser Elferräte mitzuwirken.
Auch die Mitgliederzahl hat nichts mit der 11 zu tun, da sie meist weit darüber liegt. Um die Zugehörigkeit zu einem Elferrat anzuzeigen, wird typische Kleidung getragen. Diese ist bei einigen dem Studienfach nachempfunden. So tragen beispielsweise die Mediziner OP-Kleidung, die DHfK Trainingsanzüge, die Biologen einen zum Frack geschneiderten Kittel, der Ba-Hu-Elferrat eine Zimmermannskluft und die Wirtschaftswissenschaftler Hemd & Krawatte. Auf dieser Kleidung befindet sich dann an passender Stelle das Logo des Elferrates (Rücken, Brust). Jeder Elferrat hat auch einen eigenen Narrenruf, der meist studienspezifisch ist.